# Sky Sport 24
Sky Sport 24 è un'emittente televisiva all-news italiana, interamente dedicata alle notizie sportive, edita da Sky Italia S.r.l.. Il canale è visibile alle numerazioni 200, 238, 250 e 503 della piattaforma Sky e in streaming su Sky Go e Now.
Sky Sport 24 è realizzato presso lo studio 6 della sede Sky di Milano.
Dal 1º gennaio 2019 la direttrice del canale è Martina Maestri.

## Storia

TG Ultima Parola, in studio Dalila Setti

Sky Sport 24 nasce alle 12 del 30 agosto 2008, sotto la direzione di Fabio Guadagnini. La prima edizione del telegiornale è stata condotta da Roberta Noè e Fabio Tavelli.
Il 14 agosto 2009 iniziano le trasmissioni nel nuovo formato panoramico 16:9, mentre il 28 giugno 2010 rinnova il proprio logo.
Il 24 settembre 2011 iniziano le trasmissioni in alta definizione.
Il 2 luglio 2015 il canale rinnova il proprio logo e le grafiche per uniformarsi a Sky Sports News. Il 19 agosto 2016 Sky Sport 24 assume una nuova veste grafica e una nuova scenografia, simili a quelle adottate da Sky Sports News.
Da gennaio 2018 il canale è visibile solo agli abbonati ai pacchetti Sky Sport e/o Sky Calcio; il 2 luglio 2018 Sky Sport 24 cambia il proprio logo e le grafiche, uniformandosi alla versione inglese, e rinnova il proprio studio.
Il 16 settembre 2019 la copia di Sky Sport 24 sul 502 passa al numero 503.
Dal 31 dicembre 2019 al 1º agosto 2021 il canale è stato disponibile su TIMvision.
Il 19 settembre 2020 rinnova il proprio logo; il 1º luglio 2021 la copia del canale sul 239 passa al numero 238.

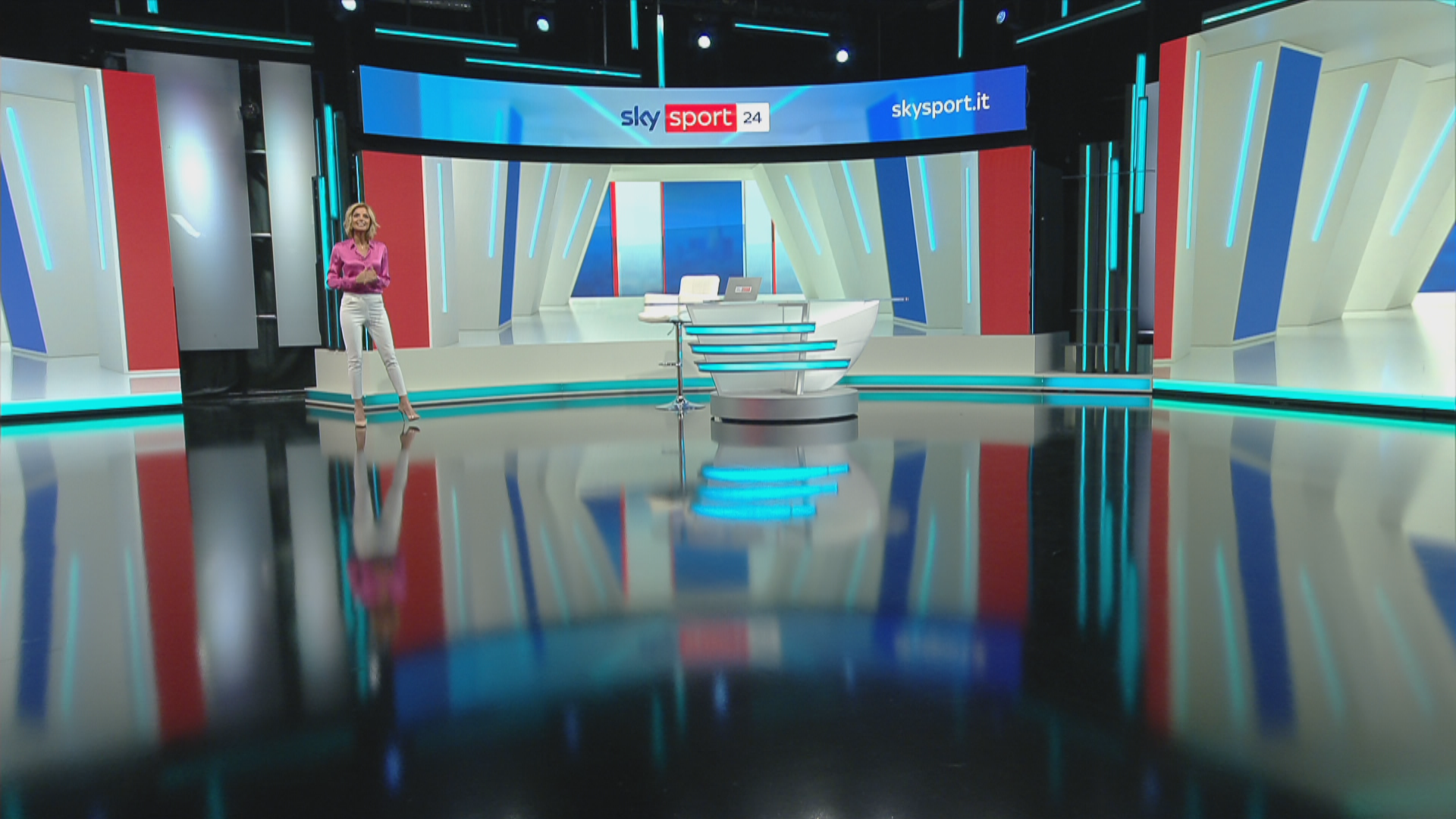
Cristiana Buonamano presenta il nuovo studio, 31 agosto 2021.

Il 31 agosto 2021 cambia lo studio di Sky Sport 24, che viene inoltre condiviso con le produzioni di punta di Sky Sport.

## Orario della diretta
Sky Sport 24 trasmette in diretta tutti i giorni dalle 12:00 alle 01:00 (salvo eccezioni, dovute a notizie particolarmente importanti che costringono ad anticipare o posticipare l'orario di apertura o chiusura della diretta), dopodiché ritrasmette ogni 30 minuti l'ultimo notiziario della giornata. La barra con le notizie in sovraimpressione è aggiornata in tempo reale, 24 ore su 24.

## Rubriche
- Campo Aperto
- Euro Show
- Fantashow
- Night Line
- Reparto Corse F1
- Reparto Corse MotoGP

- Sport 24 Calciomercato
- Sport 24 TG Prima Serata
- Buon Weekend ogni sabato
- Buon weekend ogni domenica
- Sport 24 Today
- il sabato della Casa dello Sport dalle 12.00 alle 15.00 e poi dalle 16.55 alle 18.00
- TG della casa dello sport alle 13.30 e poi 14.30 alle 15.00 e poi 16.00 e poi 18.30
- Domenica della Casa dello Sport dalle 12.00 alle 15.30 e poi dalle 16.55 alle 18.00
- Sunday Football ogni domenica dalle 15.30 alle 18.00
- Goleador ogni domenica dalle 18.30 alle 19.30
- Il calcio è servito

## Direttori
| Nome               | Periodo                         |
| ------------------ | ------------------------------- |
| Fabio Guadagnini   | 2008 - 2009                     |
| Massimo Corcione   | 2009 - 2013                     |
| Fabio Caressa      | 2013 - 2016                     |
| Matteo Marani      | 2016 - gennaio 2018             |
| Giuseppe De Bellis | gennaio 2018 - 31 dicembre 2018 |
| Martina Maestri    | Dal 1º gennaio 2019             |

## Loghi

30 agosto 2008 - 28 giugno 2010
28 giugno 2010 - agosto 2012
agosto 2012 - 2 luglio 2015
2 luglio 2015 - 2 luglio 2018
2 luglio 2018 - 19 settembre 2020
In uso dal 19 settembre 2020